# Plums
Plums var en svensk popgrupp som bildades 1965 i Göteborg. Medlemmar i gruppen var Doris Svensson (sång och basgitarr), Christer Olsson, Reidar Paulsen, Malte Pettersson, Thomas Sällström och Leif Nyström. Gruppen är främst känd för låten "Mama Didn't Lie" vilken låg en vecka på Tio i topp våren 1967. Gruppen upplöstes ett år senare.
En av PLUMS första spelningar var på barken Viking 1965 i samband med KFUK:s och KFUM:s scoutförbunds Rover-, rangerscoutting. Reidar Paulsen hade varit scout i KFUM:s scoutkår Elfsborgarna under några år, där han tillhörde patrull Falken. 